# 2358 Бахнер
2358 Бахнер (2358 Bahner) — астероїд головного поясу, відкритий 2 вересня 1929 року.
Тіссеранів параметр щодо Юпітера — 3,216.